# Sommer-Paralympics 2024/Teilnehmer (Tansania)
| stlisierte Goldmedaille | stlisierte Silbermedaille | stlisierte Bronzemedaille |
| ----------------------- | ------------------------- | ------------------------- |
| —                       | —                         | —                         |

Tansania entsandte für die Paralympischen Spiele 2024 in Paris einen Leichtathleten.

## Teilnehmer

### Leichtathletik
| Athleten      | Klassifizierung | Wettbewerb | Vorlauf | Vorlauf | Finale        | Finale        | Rang |
| Athleten      | Klassifizierung | Wettbewerb | Zeit    | Rang    | Zeit          | Rang          | Rang |
| ------------- | --------------- | ---------- | ------- | ------- | ------------- | ------------- | ---- |
| Hilmy Shawwal | T54             | 100 m      | 16,08 s | 11      | ausgeschieden | ausgeschieden | 11   |